# 더그 길모어
더글러스 로버트 "더그" 길모어(영어: Douglas Robert "Doug" Gilmour, 1963년 6월 25일 ~ )는 캐나다의 은퇴한 아이스하키 선수로 포지션은 센터이다. 내셔널 하키 리그(NHL)에서 총 20시즌 동안 7개팀에서 활동했다. 1982년 NHL 드래프트에서 7라운드 134위로 세인트루이스 블루스에 지명되면서 NHL에 입성했고, 1982년부터 2003년까지 1474경기에 출전하여 1414포인트를 기록했다. NHL 올스타에 2번 선정되었고, 1989에 캘거리 플레임스 소속으로 스탠리 컵 우승을 차지했다. 또한 1992-93 시즌에 NHL 최고의 수비형 공격수에게 주는 상인 프랭키 J. 셀키 트로피를 받기도 했다. 국제 대회에서는 캐나다 대표팀 소속으로 활동하여 우승 메달을 목에 건 1987년 캐나다컵에 참가하였다.
세인트루이스 블루스 소속 시절에 연쇄살인범 찰스 맨슨과 닮은 외모로 인해 "킬러(Killer)"라는 별명으로 불렸다.